# Jasper Stuyven
Pour les articles homonymes, voir Stuyven.
Jasper Stuyven, né le 17 avril 1992 à Louvain, est un coureur cycliste belge, membre de l'équipe Trek-Segafredo. Il a notamment remporté Milan-San Remo en 2021, le Circuit Het Nieuwsblad en 2020 et une étape du Tour d'Espagne 2015.

## Biographie
Jasper Stuyven naît le 17 avril 1992 à Louvain, dans le Brabant flamand. Après avoir pratiqué le roller pendant deux ans, puis brièvement l'athlétisme, il s'inscrit au club cycliste Olympia Tienen en août 2003, à onze ans.
Il obtient sa première victoire deux ans plus tard, à Wemmel, en catégorie aspirants. Il est champion de la province du Brabant flamand de cyclo-cross dans cette catégorie durant l'hiver qui suit, puis champion provincial sur route et en contre-la-montre en 2006. Au championnat de Flandre, il est troisième du contre-la-montre. L'année suivante, il passe en catégorie débutants. Il décroche le titre de champion provincial en VTT et en contre-la-montre, ainsi que celui de champion de Flandre des débutants première année sur route. Il est également meilleur coureur de première année en Coupe de Belgique. Ses résultats lui valent une sélection nationale par Rony Vanmarcke pour une compétition au Luxembourg, ainsi que l'intérêt de plusieurs clubs.
En 2008, Jasper Stuyven évolue ainsi dans l'équipe Bodysol-Lotto de Menin. Il remporte avec elle le championnat de Belgique sur route débutants, à Hooglede-Gits, ainsi que deux courses par étapes, le Tour de Flandre orientale et la Vattenfall Young Cyclassics, en Allemagne.
Il passe en catégorie junior l'année suivante. Il devient, à Moscou, champion du monde sur route de cette catégorie. Durant l'épreuve, il parvient à animer la course en faisant partie d'un groupe d'échappés dans le final avant de porter une ultime attaque dans le dernier kilomètre pour s'imposer devant Arnaud Démare. À l'issue de cette saison, il quitte le club de Menin en raison d'un désaccord avec son président et rejoint l'équipe Avia,. Le 11 avril 2010, il remporte le Paris-Roubaix juniors au terme d'un sprint à quatre sur le vélodrome de Roubaix. Au mois d'août, il remet son titre mondial en jeu à Offida en Italie et glane la médaille de bronze en terminant deuxième du sprint du peloton revenu dans la roue du vainqueur Olivier Le Gac. En 2011, Jasper Stuyven continue de confirmer ses aptitudes sur les pavés en se classant deuxième de Paris-Roubaix espoirs.

### 2012-2013: Bontrager
C'est chez lui, en Belgique, lors de la Kattekoers, que Jasper Stuyven effectue ses premiers tours de roues sous les couleurs de sa nouvelle équipe Bontrager Livestrong. Il prend ensuite la direction du Tour de Normandie où il décroche une quatrième place lors de la sixième étape. Lors du Tour des Flandres espoirs, il échoue aux portes du Top 10 à la douzième place. Quelques jours plus tard, il dispute sa première épreuve professionnelle à l'occasion du Tour de Californie. Il se distingue notamment par sa sixième place acquise au sprint lors de la quatrième étape remportée par Peter Sagan.

### Depuis 2014: chez Trek

#### 2014-2017: une étape de la Vuelta et Kuurne-Bruxelles-Kuurne

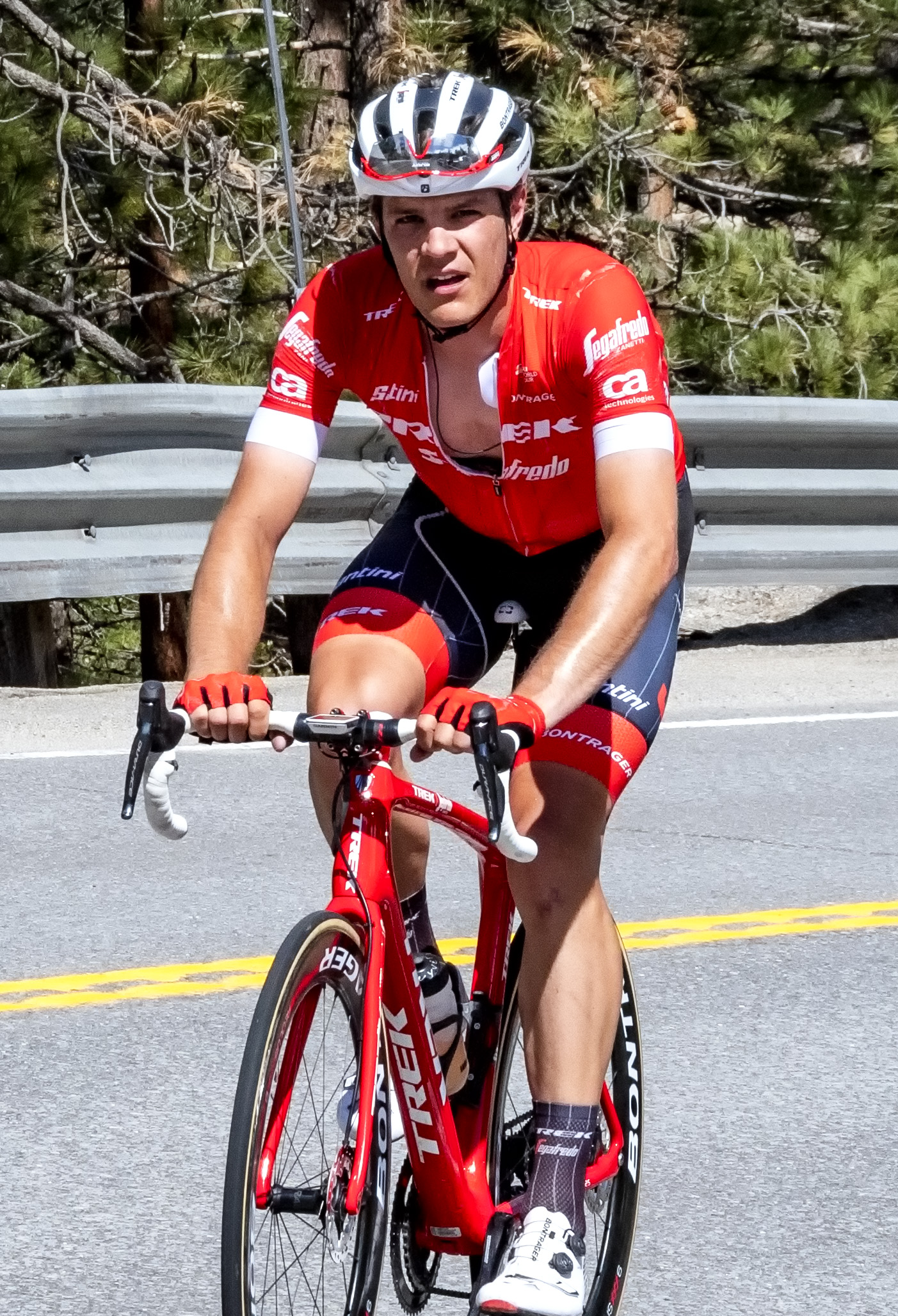
Stuyven lors du Tour de Californie 2018.

Il est remplaçant pour la course en ligne des championnats du monde 2014.
En 2015, il prolonge son contrat avec Trek Factory Racing. En août, il s'impose au sprint lors de la huitième étape du Tour d'Espagne alors qu'il a une fracture du scaphoïde gauche, conséquence d'une chute survenue plus tôt dans l'étape. Il s'agit de sa première victoire en tant que professionnel. Cette blessure nécessite une intervention chirurgicale et provoque son abandon,. 
En 2016, il s'adjuge une neuvième place sur le Circuit Het Nieuwsblad. Le jour suivant, il remporte en solitaire la classique belge Kuurne-Bruxelles-Kuurne. En mars, Jasper Stuyven prend la cinquième place du Grand Prix E3, juste derrière son équipier Fabian Cancellara. Son contrat est prolongé de deux ans au mois d'avril. Son dirigeant Luca Guercilena explique que les résultats de Stuyven sur ces courses d'un jour ont précipité cette prolongation.
En 2017, Jasper Stuyven prend de la hauteur chez Trek-Segafredo. À la suite du départ à la retraite de Fabian Cancellara, le Belge est propulsé en haut de la hiérarchie pour les classiques du printemps. Il ne cache pas son ambition d'en remporter une dès cette année. Sa saison 2017 débute au Portugal à l'occasion du Tour de l'Algarve. Il signe son meilleur classement au terme de la quatrième étape en prenant la cinquième place. Dans la foulée, il enchaîne avec le Circuit Het Nieuwsblad qu'il termine en huitième position avant de remettre son titre en jeu lors de Kuurne-Bruxelles-Kuurne. Alors que la course s'emballe, Stuyven tente de réitérer son coup de l'an passé en portant une attaque à 27 km de l'arrivée. Mais le coureur belge finit deuxième derrière Peter Sagan à l'issue d'un sprint à cinq. Suivent les Strade Bianche et Tirreno-Adriatico où il décroche une troisième place lors de la sixième étape. Sa campagne des classiques débute par une anecdotique quarantième place à Milan-San Remo. Lors du Grand Prix E3, Stuyven réagit aux attaques de Tom Boonen dans le Taaienberg avant de connaître un jour sans et d'abandonner.

#### 2018: Grand Prix de Wallonie
Lors de la saison 2018, il se classe en février quatrième du Circuit Het Nieuwsblad. Par la suite, il réussit la performance de terminer dans les dix premiers de toutes les classiques World Tour entre Milan-San Remo et Paris-Roubaix, avec comme meilleur résultat une cinquième place à Roubaix où il fait partie du groupe de chasse avec Sep Vanmarcke et le tenant du titre Greg Van Avermaet. Après une troisième place sur son championnat national, il prend part au Tour de France. Il est tout près de remporter la 14e étape, mais est dépassé lors de la dernière montée par le futur vainqueur Omar Fraile à 3 kilomètres de l'arrivée. En août, il termine douzième du championnat d'Europe sur route à Glasgow et dixième du BinckBank Tour après avoir remporté la quatrième étape. En septembre, il est deuxième de la Brussels Cycling Classic, puis troisième du Grand Prix cycliste de Québec, puis remporte coup sur coup le Grand Prix de Wallonie et la course de sa ville natale à Louvain, le Grand Prix Jef Scherens. Avec ses trois succès et neuf podiums, il réalise la meilleure saison de sa carrière. 

#### 2019: Tour d'Allemagne

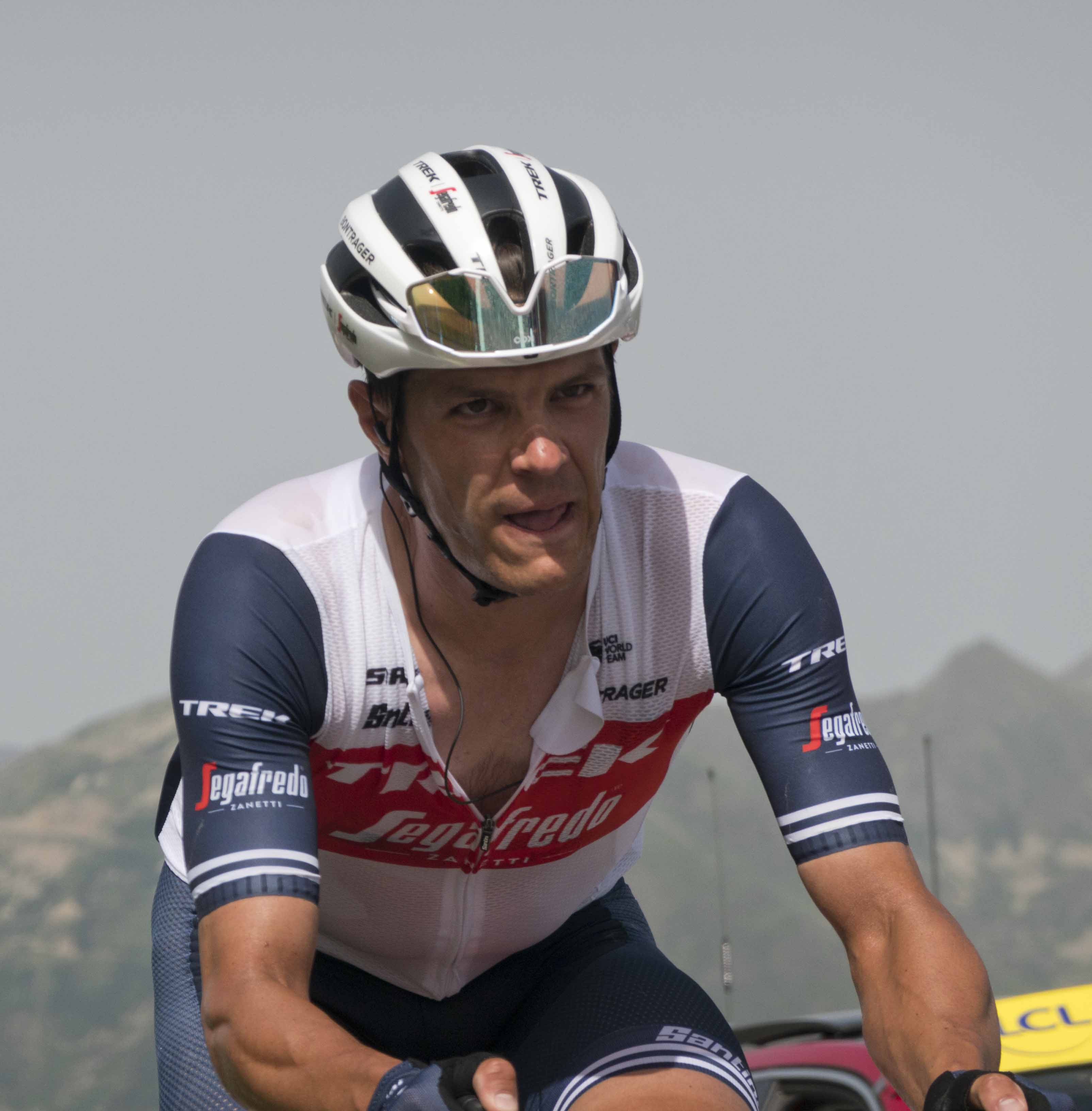
Jasper Stuyven lors du Tour de France 2021.

Sa première partie de saison 2019 est moins réussie. Il doit se contenter de top 20 sur les classiques du printemps. Lors du Tour de France, il se classe à sept reprises dans le top 10 d'étape. En août, après une quatrième place sur la RideLondon-Surrey Classic, il renoue avec la victoire en remportant le classement général du Tour d'Allemagne après avoir pris la tête la veille de l'arrivée. Il maintient sa bonne forme lors des classiques d'automne avec plusieurs résultats dans le top dix, dont deux podiums au Grand Prix de Wallonie et au Tour de l'Eurométropole.

#### 2020: Circuit Het Nieuwsblad
Le 29 février 2020, il décroche sa première grande victoire sur une classique pavée, avec son succès lors d'un sprint à deux sur le Circuit Het Nieuwsblad face à Yves Lampaert. Il s'agit aussi de sa première victoire sur une classique World Tour. Le lendemain, il termine cinquième de Kuurne-Bruxelles-Kuurne. En août, il se classe cinquième de la course en ligne des championnats d'Europe disputés à Plouay. Lors du Tour de France, il décroche cinq tops 10. Il s'est en revanche montré décevant lors de la campagne des classiques de fin de saison.

#### 2021: Milan - San Remo
Le 20 mars 2021, il participe à Milan-San Remo et attaque après la descente du Poggio à plus de 2 kilomètres de l'arrivée. Rejoint par Søren Kragh Andersen, il le dépasse dans les 200 mètres et parvient à résister au retour de ses poursuivants Caleb Ewan et le tenant du titre Wout van Aert pour remporter son premier Monument. Dans la lignée, Stuyven décroche la dixième place sur À travers les Flandres, puis la quatrième place sur le Tour des Flandres, faisant de lui l'un des hommes les plus en vue lors de la période des classiques flamandes. Après une longue coupure, il fait son retour à la compétition à l'occasion du Critérium du Dauphiné où il décroche deux quatrièmes places lors d'arrivées au sprint. Lors du Tour de France, il a un rôle de poisson-pilote pour Mads Pedersen, mais parvient quand même à terminer deuxième de la 7e étape derrière Matej Mohorič. En deuxième partie de saison, il se classe septième de la Bretagne Classic et du Benelux Tour, puis troisième de la Primus Classic derrière Florian Sénéchal et Tosh Van der Sande. En bonne condition, il fait figure d'outsider pour les championnats du monde organisés dans sa ville natale de Louvain. Longtemps considéré comme l'équipier de luxe de Wout van Aert, il est le coureur belge le mieux placé dans le final. Alors qu'il arrive dans le groupe qui se joue la deuxième place derrière Julian Alaphilippe, il doit se contenter de la quatrième position. En fin d'année, il est |troisième de Paris-Tours, concluant ainsi la meilleure saison de sa carrière avec l'année 2018.

#### 2022: pas de victoire
Sa saison 2022 est moins réussie. Lors de la campagne des classiques du printemps, il se montre offensif, mais doit se contenter d'une quatrième place sur Gand-Wevelgem battu au sprint au sein d'un groupe de quatre. Il se classe également septième de Paris-Roubaix, neuvième  de la Classic Bruges-La Panne et dixième du Circuit Het Nieuwsblad. Il n'est que 50e du Tour des Flandres après avoir raté Milan-San Remo pour cause de maladie. Il décroche par la suite plusieurs tops 10 sur les courses par étapes, notamment sur le Tour de France, puis participe au mondial où son compatriote Remco Evenepoel est titré.

#### 2023: premier champion d'Europe de gravel
Après avoir obtenu la médaille de bronze dans la course en ligne des Championnats de Belgique de cyclisme sur route derrière Remco Evenepoel et Alec Segaert, il devient le 1er octobre 2023 le premier champion d'Europe et champion de Belgique de gravel à Oud-Heverlee.

#### 2024
Après un début de saison 2024 encourageant (une 8e place à Milan-San Remo et une 2e place sur l'E3 Saxo Bank Classic), il chute lourdement en même temps que Wout van Aert et d'autres coureurs le 27 mars lors le la course À travers les Flandres. Victime d'une fracture de la clavicule, il est opéré à Herentals et doit faire l'impasse sur les autres courses printanières. Il fait son retour à la compétition en mai lors du Tour d'Italie sans décrocher de top 10. Après un Tour de Belgique terminé à la cinquième place, il dispute le Tour de France avec plusieurs échappées et deux tops 10. En fin de saison, il est 4e des mondiaux de gravel et participe aux mondiaux sur route (abandon) et aux Jeux olympiques de Paris (21e).

## Palmarès sur route

### Par années
| - 2007 - Champion du Brabant flamand du contre-la-montre débutants - 2008 - Champion de Belgique sur route débutants 2e année - Champion du Brabant flamand sur route débutants - 4e étape du Vlaanderen Ridley Tour - 4e étape de l'Asvö Radjugendtour - 2e de l'Asvö Radjugendtour - 3e du Vlaanderen Ridley Tour - 2009 - Champion du monde sur route juniors - Regenboogkoers - 2e du Tour de Toscane juniors - 2e du Trophée des Flandres - 3e des Trois Jours d'Axel - 2010 - Paris-Roubaix juniors - 3e étape de la Ster van Zuid-Limburg - 3e étape des Trois Jours d'Axel - 4e étape des Tre Giorni Orobica - Remouchamps-Ferrières-Remouchamps - Curitas Classic Diegem - 2e du championnat du Brabant flamand du contre-la-montre juniors - Médaillé de bronze au championnat du monde sur route juniors - 2011 - Champion du Brabant flamand du contre-la-montre - Champion du Brabant flamand du contre-la-montre espoirs - 2e du championnat du Brabant flamand sur route espoirs - 2e de Paris-Roubaix espoirs - 3e de la Flèche de Heist - 2012 - Champion du Brabant flamand sur route - 3e étape de la Cascade Classic - 2e du championnat du Brabant flamand du contre-la-montre espoirs - 2013 - Tour de l'Alentejo : - Classement général - 2e étape - 1re étape du Tour de Beauce - 2e du championnat du Brabant flamand sur route espoirs - 3e de Liège-Bastogne-Liège espoirs - 3e du Grand Prix Jef Scherens - 2015 - 8e étape du Tour d'Espagne - 2016 - Kuurne-Bruxelles-Kuurne - 5e du Grand Prix E3 - 2017 - 7e étape du BinckBank Tour - 2e de Kuurne-Bruxelles-Kuurne - 3e du championnat de Belgique sur route - 3e du BinckBank Tour - 4e de Paris-Roubaix - 7e de la EuroEyes Cyclassics - 8e du Circuit Het Nieuwsblad | - 2018 - 4e étape du BinckBank Tour - Grand Prix de Wallonie - Grand Prix Jef Scherens - 2e de la Brussels Cycling Classic - 3e du championnat de Belgique sur route - 3e du Grand Prix cycliste de Québec - 3e du Championnat des Flandres - 4e du Circuit Het Nieuwsblad - 5e de Paris-Roubaix - 6e du Grand Prix E3 - 7e du Tour des Flandres - 9e de Gand-Wevelgem - 10e de Milan-San Remo - 10e d'À travers les Flandres - 10e du BinckBank Tour - 2019 - Classement général du Tour d'Allemagne - 2e du Grand Prix de Wallonie - 3e du Tour de l'Eurométropole - 4e de la RideLondon-Surrey Classic - 5e du Grand Prix cycliste de Québec - 2020 - Circuit Het Nieuwsblad - 5e du championnat d'Europe sur route - 2021 - Milan-San Remo - 3e de la Primus Classic - 3e de Paris-Tours - 4e du Tour des Flandres - 4e du championnat du monde sur route - 7e de la Bretagne Classic - 7e du Benelux Tour - 10e d'À travers les Flandres - 2022 - 4e de Gand-Wevelgem - 7e de Paris-Roubaix - 9e de la Classic Bruges-La Panne - 10e du Circuit Het Nieuwsblad - 2023 - 3e du championnat de Belgique sur route - 4e du Renewi Tour - 6e du championnat du monde sur route - 10e de Milan-San Remo - 2024 - 2e de l'E3 Saxo Bank Classic - 7e du Circuit Het Nieuwsblad - 8e de Milan-San Remo - 2025 - 5e de l'E3 Saxo Bank Classic - 5e du Tour des Flandres |  |

### Résultats sur les grands tours

#### Tour de France
9 participations
- 2016 : 99e
- 2018 : 63e
- 2019 : 43e
- 2020 : 71e
- 2021 : 39e
- 2022 : 81e
- 2023 : 79e
- 2024 : 61e
- 2025 : 62e

#### Tour d'Italie
2 participations
- 2017 : 98e
- 2024 : 92e

#### Tour d'Espagne
2 participations
- 2014 : 88e
- 2015 : non-partant (9e étape), vainqueur de la 8e étape

### Classiques et grands championnats
Ce tableau présente les résultats de Jasper Stuyven sur les courses d'un jour de l'UCI World Tour auxquelles il a participé, ainsi qu'aux différentes compétitions internationales.
| Légende | Légende | Légende | Légende     | Légende | Légende              | Légende | Légende       | Légende | Légende     |
| ------- | ------- | ------- | ----------- | ------- | -------------------- | ------- | ------------- | ------- | ----------- |
| Ab      | Abandon | HD      | Hors-délais | -       | Pas de participation | ×       | Pas d'épreuve | NP      | Non-partant |

| Année | Circuit Het Nieuwsblad | Kuurne-Bruxelles-Kuurne | Strade Bianche | Milan-San Remo (Mo) | À travers les Flandres | Grand Prix E3 | Gand-Wevelgem | Tour des Flandres (Mo) | Paris-Roubaix (Mo) | Amstel Gold Race | Vattenfall Cyclassics | Bretagne Classic | Grand Prix de Québec | Grand Prix de Montréal | Tour de Lombardie (Mo) | Mondial |
| ----- | ---------------------- | ----------------------- | -------------- | ------------------- | ---------------------- | ------------- | ------------- | ---------------------- | ------------------ | ---------------- | --------------------- | ---------------- | -------------------- | ---------------------- | ---------------------- | ------- |
| 2016  | 9e                     | Vainqueur               | 26e            | -                   | 20e                    | 5e            | -             | 118e                   | 39e                | -                | 78e                   | 47e              | 50e                  | 12e                    | Ab.                    | 24e     |
| 2017  | 8e                     | 2e                      | 40e            | 39e                 | -                      | ab.           | 46e           | 51e                    | 4e                 | -                | 7e                    | Ab.              | 18e                  | 14e                    | -                      | 89e     |
| 2018  | 4e                     | 38e                     | Ab.            | 10e                 | 10e                    | 6e            | 9e            | 7e                     | 5e                 | Ab.              | -                     | -                | 3e                   | 14e                    | -                      | -       |
| 2019  | 40e                    | -                       | -              | 79e                 | 14e                    | 58e           | 17e           | 19e                    | 27e                | -                | -                     | -                | 5e                   | 29e                    | -                      | -       |
| 2020  | Vainqueur              | 5e                      | -              | -                   | ×                      | ×             | 38e           | 26e                    | ×                  | ×                | ×                     | -                | ×                    | ×                      | -                      | Ab.     |
| 2021  | 83e                    | 22e                     | -              | Vainqueur           | 10e                    | 14e           | NP            | 4e                     | 25e                | Ab.              | ×                     | 7e               | ×                    | ×                      | -                      | 4e      |
| 2022  | 10e                    | 15e                     | -              | -                   | -                      | 15e           | 4e            | 50e                    | 7e                 | -                | -                     | -                | 76e                  | 62e                    | -                      | 47e     |
| 2023  | 58e                    | 10e                     | -              | 10e                 | 34e                    | 50e           | 36e           | 26e                    | 20e                | -                | -                     | -                | -                    | -                      | -                      | 6e      |
| 2024  | 7e                     | 10e                     | -              | 8e                  | Ab                     | 2e            | 41e           | -                      | -                  |                  |                       |                  |                      |                        |                        |         |

### Classements mondiaux
| Année                                 | 2011 | 2012 | 2013 | 2014 | 2015 | 2016 | 2017 | 2018 | 2019 | 2020 | 2021 | 2022 | 2023 | 2024 |
| ------------------------------------- | ---- | ---- | ---- | ---- | ---- | ---- | ---- | ---- | ---- | ---- | ---- | ---- | ---- | ---- |
| UCI World Tour                        |      |      |      | 165e | 127e | 109e | 31e  | 19e  |      |      |      |      |      |      |
| Classement mondial                    |      |      |      |      |      | 115e | 33e  | 16e  | 42e  | 55e  | 17e  | 99e  | 71e  | 100e |
| UCI Europe Tour                       | 500e | 747e | 107e |      |      | 121e | 110e | 13e  | 32e  | 45e  | 14e  | 83e  | 58e  | 81e  |
| UCI Asia Tour                         | nc   | nc   | nc   |      |      | 258e | 109e | nc   |      |      |      |      |      |      |
| UCI America Tour                      | nc   | 331e | 78e  |      |      | 502e | nc   | nc   |      |      |      |      |      |      |
|                                       |      |      |      |      |      |      |      |      |      |      |      |      |      |      |
| Légende : nc = non classéSource : UCI |      |      |      |      |      |      |      |      |      |      |      |      |      |      |

## Palmarès sur piste
- 2009
  - 3e du championnat de Belgique de poursuite par équipes juniors
- 2010
  -  Champion de Belgique de l'américaine juniors (avec Mattias Raeymaekers)
  -  Champion de Belgique de poursuite par équipes juniors (avec Jasper De Buyst, Jorne Carolus et Mattias Raeymaekers)
  - 2e du championnat de Belgique de poursuite juniors
  - 3e du championnat de Belgique de course aux points juniors
  - 3e du championnat de Belgique du kilomètre juniors
  - 3e du championnat de Belgique de vitesse par équipes juniors

## Palmarès en gravel
- 2023
  -  Champion d'Europe de gravel
  -  Champion de Belgique de gravel